# Віборг (футбольний клуб)
«Віборг ФФ» (дан. Viborg Fodsports Forening) — данський футбольний клуб з однойменного міста. Заснований 1 квітня 1896 року.

## Досягнення
Кубок Данії:
- Володар кубка (1): 1999/2000

Суперкубок Данії:
- Володар кубка (1): 2000